# Большая Казинка
Большая Казинка — село в Павловском районе Воронежской области Российской Федерации. 
Село является административным центром Казинского сельского поселения. Здесь размещена администрация поселения.

## Название
Село названо по реке Казинка (согласно словарю Даля, слово «казистый» значит «красивый»).

## Физико-географическая характеристика
Расстояние до районного центра — города Павловска, — 40 км, до областного центра — города Воронежа, — около 200 км.
Село, как и вся Воронежская область, живёт по Московскому времени.

## История
В конце XVII века появились на месте села появились первые поселенцы.Тогда поселение называлось Фасановка, а ныне – Большая Казинка. Первыми поселенцами, судя по всему, были переселенцы с Украины, так как и сейчас жители села говорят на смеси украинского и русского языка.

## Население
| 1859  | 1888  | 1897  | 1900  | 1905  | 2000  | 2005  |
| ----- | ----- | ----- | ----- | ----- | ----- | ----- |
| 3845  | ↘2991 | ↗3210 | ↘3015 | ↗3423 | ↘1625 | ↘1498 |
| 2009  | 2010  | 2015  |       |       |       |       |
| ↘1388 | ↘1352 | ↘1294 |       |       |       |       |

## Транспорт и дороги
Сообщение с областным и районным центрами — автобусное, обеспечиваемое предприятием автотранспорта города Павловска. Автобусы Большая Казинка — Павловск курсируют 4 раза в день.

## Архитектура и достопримечательности
В селе 15 улиц: Алексеевка, Глебова, Карла Маркса, Колхозная, Космонавтов, Луговая, Мира, Молодёжная, Морозова, Подлужная, Почтовая, Садовая, Советская, Лесная и Школьная.
К примечательным архитектурным сооружениям можно отнести Дом культуры и здание церкви.